# Разин, Алексей Егорович

Обложка книги Разин А. Е. «Исторические рассказы и биографии для взрослых детей». 1860 г. Товарищество М. О. Вольфъ

Алексей Егорович Разин (22 мая (3 июня) 1822, Владимирская губерния — 18 (30) апреля 1875, Санкт-Петербург) — русский педагог, детский прозаик, журналист, редактор и издатель журналов, популяризатор науки. Статский советник.

## Биография
Из крепостных крестьян. Отец его был своего рода юрисконсультом у своих помещиков Шепелевых, владевших тогда огромными имениями и знаменитыми заводами, а главным управляющим всех имений этих помещиков был родной дядя Разина по матери, И. М. Горностаев, тоже из крестьян, но уже получивший университетское образование. Такое привилегированное положение родных, конечно, могло бы дать и особое воспитание мальчику Разину; но он был истинный «сын природы» и до 11 лет жил на полной деревенской свободе; когда же отец умер, оставив жену без средств, с 5 детьми, — Алексей, средний из детей, был взят дядей в Петербург на воспитание. Круто изменившиеся обстоятельства глубоко потрясли мальчика: из весёлого, живого, он стал нелюдимым, суровым; дядю за эту перемену в то время он очень недолюбливал. Горностаев приписал Разина к мещанскому сословию и отдал его для ученья в 3-ю санкт-петербургскую гимназию, где ему, однако, не нравилось: сначала он занимался только некоторыми, любимыми предметами, а затем, тяготясь зависимым положением в доме дяди и скукой в гимназии, и совсем забросил учение, стал пропускать уроки в гимназии и, вероятно, окончательно погиб бы, если бы его не спасло случайное знакомство с товарищем по гимназии, Зубчаниновым. Последний ввёл Разина в свою семью и здесь он получил, как сам выражался, «духовное рождение».
Стал много заниматься самообразованием, изучая естественные науки и медицину. В 1841 году он узнал, что есть возможность получить место уездного учителя в городе Коле; Разин подал прошение и явился на экзамен в университет. Экзамен он сдал блестяще, а сочинение его обратило на себя особое внимание экзаменаторов. В числе последних А. В. Никитенко отговорил Разина ехать в неизвестную даль и обещал ему в Петербурге помощь и покровительство. Молодой человек вполне доверился этому и остался.
Был учителем и репетитором в Павловском кадетском корпусе.
В 1840-х годах Разин стал активно сотрудничать в журналах и преподавать в частных пансионах.
В 1850—1856 годах Разин вместе с М. Б. Чистяковым был соиздателем и редактировал «Журнал для детей», одно из лучших в России изданий в этом роде. Современники, воспитавшиеся на статьях и рассказах Разина в этом журнале, с благодарностью вспоминали о «благороднейших чувствах, человечности», о «мастерски написанных, полных жизни и знания бытовых рассказах» без «тенденции при всей их идейности: их мораль вытекает сама собой. Жизнь мужика, его тяготы, его слёзы он видел воочию и горячо любил народ, верил в его мощь».
В 1857 году вышло первое издание «Мир Божий. Руководство к русскому языку для приготовительных классов военно-учебных заведений», произвёдшего в то время сенсацию в литературе и возбудившего много толков в педагогическом мире. По его книге училась чуть ли не вся молодёжь тех времён.
Был первым редактором журнала «Вокруг света» (1860). Одно время Разин редактировал «Академический Календарь», «Труды Вольного экономического общества» (1859).
В 1860 г. Разин познакомился с Ф. М. Достоевским, которым называл его «талантливым человеком», и его братом М. М. Достоевским и стал членом их литературного кружка.
В 1861—1864 гг. Разин — постоянный сотрудник журналов «Время», в котором он составлял раздел «Политическое обозрение», был автором статей о внутренней и внешней политике, и «Эпоха», «Отечественные Записки», «Морской сборник», «Голос» и др. Во всех статьях Разин, главным образом, освещал интересовавшие его и хорошо ему знакомые вопросы о воспитании (например, в «Морском сборнике» 1856 г.), о преподавании русского языка, географии (там же, 1859 г., № 3) и т. п.; писал вообще по народному образованию, популяризировал различные научные темы (например, «Начала органической жизни на земном шаре» в «Светоче» 1860 г., № 2).
Из детских журналов много печатался в «Семейных Вечерах», где, между прочим, им были помещены «Римские катакомбы» (1870 г., № 1); «Мечты и происки в Самборе» (1871 г., № 1, 4, 6, 7, 8, 9 и 10). Популяризация научных знаний является не последним мотивом в работах Разина, и имя его встречается в таких изданиях, как «Нива», где он в 1873 г. (№ 6 и 14) напечатал — «Геологическое происхождение России».
С 1861 — на службе в Хозяйственном департаменте Министерства внутренних дел. В начале 1864 г. Разин был направлен в Царство Польское на службу по крестьянским делам для занятий по приведению в исполнение положений о польских сельских гминах и крестьянах при учредительном комитете. За труды по устройству крестьян в Царстве Польском Разин был награждён золотою медалью «За труды по устройству крестьян в Царстве Польском» на александровской ленте, а по должности председателя Петроковской комиссии по крестьянским делам он был пожалован 30 марта 1865 г. денежною наградою. С июля 1866 г. был определён на службу при собственной Его Императорского Величества Канцелярии по делам Царства Польского. Позже, был прикомандирован к Министерству государственных имуществ, где работал во многих комиссиях, как например с 1871 г. — при Министерстве внутренних дел для составления правил о колонизации Амурского края, и при Военном Министерстве для обсуждения доставленного генерал-адъютантом фон Кауфманом проекта положения об управлении Туркестанским краем.
Разин был человеком всесторонне образованным и обладал также знаниями по медицине. На ст. Любань, где он долго жил, он весьма удачно оказывал медицинскую помощь местным крестьянам.

## Избранные произведения
- «Мир Божий» (1857, выдержавший много изд.),
- «Открытие Америки, Камчатки и Алеутских островов. Рассказы для детей». (СПб. 1860),
- «Путешествия по разным странам мира. Чтение для детей старшего возраста». (СПб. 1860),
- «Повести и рассказы для детей». (СПб. 1860),
- «Настоящий Робинзон. Приключения Александра Селькирка и обезьяны Мариминда на необитаемом острове Тихого океана. Заимствовано с французского». (СПб., 1860),
- «Рассказы о природе и её явлениях» (СПб., 1861),
- «Рассказы о животных и растениях». (СПб. 1861),
- «Исторические рассказы и биографии» (СПб., 1861)[3],
- «Путешествия по разным странам мира» (СПб., 1860),
- «Повести и рассказы для детей» (СПб., 1860),
- «Путешествие Ливигстона по внутренней Африке. С описанием замечательных открытий в южной Африке с 1840 по 1856 г.». Перев. с немец. под ред. А. Разина. (СПб., 1862),
- «Всеобщее землеописание. География для чтения и справок, по плану Бланка, переделано и дополнено Дистервегом». Перев. с 7 изд. с изменениями и дополнениями по Кледену, Штедлеру и др. новейшим писателям А. Разина, П. Ольхина, П. Цейдлера и П. Усова. 3 тома. (СПб., 1862—1866),
- «Популярный курс математической и физической географии по плану Бланка, с изменениями и дополнениями по Кледену, Штедлеру и др. новейшим писателям». Перевод. (СПб., 1864),
- «Гетман Степан Остряница. Повесть из русской истории 1638 г.» (1864, журнал «Дело и Отдых», 1868 (т. I [январь], отд. I, стр. 1—108)),
- «Дедушка Гостомысл. Повесть из русской истории». (СПб., 1868),
- «Разорённый год. Повесть из русской истории (1812 г.)».(СПб., 1868),
- «История французской революции (1788—1799). Соч. Адольфа Тьера. Перев. под редакц. А. Разина». 5 томов. (СПб., 1873—1876),
- "Новые рассказы для юношества. (Мечты и происки, — Дедушка Гостомысл, — Северный полюс и др.). (СПб., 1873),
- «Юные строители. Повесть о том, как мой племянник решился сделаться архитектором». Составл. по соч. Биоле Ледюк. (СПб., 1874),
- «Картины из истории земной коры. Наглядная геология». С текстом Ф. Гохштетера, передел. А. Разиным, (СПб., 1875),
- «Откуда пошла русская земля и как стала быть». Русская история в повестях, начатая А. Разиным и продолженная В. Лапиным. СПб., с 1875 г. издание выходило выпусками, которых было 45; в 1879 г. это издание, с рисунками H. Дмитриева-Оренбургского, вышло в 3 томах.
- «Картины русской жизни», с рисунками Пиланта, в 5 томах (СПб., 1875),
- «Мать наставница. Азбука и первое чтение». (СПб., 1876)

Издал также, с переводом на немецкий язык, «Свод узаконений и распоряжений правительства по устройству поселян, собственников».